# Sergej Mihajlovič Lozinski
Sergej Mihajlovič Lozinski (rusko Сергей Михайлович Лозинский), ruski matematik in pedagog, * 2. avgust 1914, Petrograd, Ruski imperij (sedaj Sankt Peterburg, Rusija), † 2. avgust 1985.
Lozinski je najbolj znan po delu s področja teorije matrik, teorije funkcij realne spremenljivke, diferencialnih enačb, funkcionalne analize, aproksimativnih in numeričnih metod. Leta 1966 je postal zaslužni delavec znanosti in tehnologije RSFSR.

## Življenje
Bil je sin pesnika in prevajalca Mihaila Leonidoviča Lozinskega (1886–1955).
Diplomiral je leta 1938 na Matematičnomehanski fakulteti tedanje Državne univerze v Leningradu (LGU). Bil je študent Vladimirja Smirnova in Sergeja Bernštejna. Aspiraturo je zaključil leta 1940.
Med letoma 1941 in 1942 je sodeloval na leningrajski fronti vzhodne fronte.
Od leta 1942 je bil profesor višje matematike na tedanji Vojaško letalski akademiji v Leningradu (LLVKA), do leta 1944 evakuirani v Joškar-Olo). Doktoriral je leta 1944 na LGU po mentorstvom Smirnova. Od leta 1946 je bil profesor. Med letoma 1944 in 1977 je bil načelnik (od leta 1972 pa vodja) Oddelka za višjo matematiko na LLVKA. Od 1977 profesor katedre.
Približno 20 let je delal s krajšim delovnim časom na LGU. V letih 1956–1960 je vodil katedri za matematično analizo in diferencialne enačbe na LGU.
Od leta 1959 je bil podpredsednik, od leta 1965 predsednik Leningradskega matematičnega društva.

## Znanstveno delo
Neodvisno od Germunda Dahlquista je uvedel pojem logaritemske norme.

## Priznanja

### Nagrade
Leta 1966 je prejel naziv zaslužnega delavca znanosti in tehnologije RSFSR. Odlikovan je bil z redom rdeče zvezde in redom domovinske vojne 2. razreda ter mnogimi medaljami.